# Самантабхадра
Самантабхадра (санскрит: समन्तभद्र, Саманта означава „простираща се всеобхватно“, Бхадра – „велика добродетел“) e бодхисатва в Махаяна будизма, който е асоцииран с будистката практика и медитация. Заедно с Буда Шакямуни и бодхисатва Манджури той формира Шакямуни триединството в будизма. Той е патрон на Лотосовата Сутра и според Аватамсака Сутра дава десетте велики обета, които са основа на практиката на бодхисатва:
1. Да отдаде почит към всички буди.
2. Да възхвалява Татхагата (един от епитетите означаващ Буда).[1]
3. Да прави изобилни дарения.
4. Да се разкае за всяко злодеяние.
5. Да се радва на заслугите и добродетелите на другите.
6. Да моли будите да продължават да преподават.
7. Да моли будите да останат в света
8. Да следва ученията на будите от всички времена.
9. Да приютява и облагодетелства съществата.
10. Да посвети всяка заслуга и добродетел на доброто на всички същества.

В Китай Самантабхадра е асоцииран с действието или активността, докато Манджушри – с мъдростта. В тибетския будизъм той също е особено почитан, но в школата Нингма Самантабхадра или още Дхармакая Самантабхадра е името на централния изначален или Ади Буда и не може да се разглежда като аспект на бодхисатвата със същото име.
- Бодхисатва Самантабхадра – статуя в планината Ъмей в Съчуан, Китай
- Самантабхадра в Бруклинския музей, произход – Корея.
- Бодхисатва Самантабхадра или Фуген Босацу – музей Хосоми в Киото, Япония